# كأس أوغندا 1984
كأس أوغندا 1984 (بالإنجليزية: 1984 Uganda Cup)‏ هو موسم من كأس أوغندا. فاز فيه نادي كامبالا سيتي.